# Partito Liberale d'Australia
Il Partito Liberale d'Australia (in inglese: Liberal Party of Australia; abbreviato: LP, LIB o LPA) è un partito politico australiano di centro-destra e destra.
Il LP è stato fondato nel 1945 ed è di orientamento conservatore, conservatore-liberale, liberal-conservatore, liberale classico e liberista. Contende storicamente ai laburisti la guida del governo federale e dei singoli Stati che compongono la federazione.

## Ideologia e posizioni
Dai tempi di Scott Morrison al governo, all'interno del Partito Liberale d'Australia si possono distinguere almeno tre fazioni principali: Moderates (l'ala liberale e progressista, con elettorato prevalentemente urbano e abbiente), Centre Right (l'ala pragmatica, pro libero mercato e solo moderatamente social-conservatrice, che assume una posizione intermedia e di sintesi) e National Right (l'ala nazionalista, social-conservatrice e populista di destra).
Durante la lunga leadership di sir Robert Menzies il partito ebbe un'impronta “statalista”, continuata fino alla leadership di Malcolm Fraser. Negli anni Ottanta il partito ha visto invece prevalere la componente dei neoliberali, sostenitori della deregolamentazione del mercato e di un programma di forte privatizzazione, paradossalmente attuato in quegli anni dal governo laburista di Bob Hawke.
In materia di ordine pubblico il Partito Liberale ha promosso una legislazione repressiva; con Howard al governo, ha contrastato in modo deciso l'immigrazione illegale.
In politica estera ha sostenuto le alleanze tradizionali con il Regno Unito e con gli Stati Uniti, anche a costo di pregiudicare i rapporti con i vicini asiatici. Il governo liberale di John Howard fu tra i principali sostenitori dell'intervento statunitense in Iraq.
Il partito non aderisce all'Internazionale Liberale, come potrebbe presumersi dal nome, bensì all'Unione della Democrazia Internazionale, un'alleanza di ispirazione conservatrice.

## Storia
Il LP può essere considerato erede del Partito Australia Unita, fondato nel 1931 da Joseph Lyons e James Fenton, esponenti della destra del Partito Laburista Australiano, e guidato per lungo tempo da Robert Menzies e sciolto dopo la pesante sconfitta alle elezioni del 1943; e del Partito Liberale del Commonwealth, cartello elettorale formato da diversi partiti di centro-destra, fondato nel 1909 per contrastare la predominanza del partito laburista.
Nel dicembre del 1944, Robert Menzies convocò un congresso di partiti di orientamento conservatore dal quale nacque il Partito Liberale. I liberali di fatto assorbirono molti partiti conservatori, principalmente il partito dell'Australia Unita e la lega nazionale delle donne australiane. Nel 1949 Menzies condusse i liberali alla vittoria e guidò il governo per ben sedici anni. L'opposizione forte al socialismo ed al comunismo in Australia è stato sfruttato con successo in questi anni da Menzies, anche se nel 1951 non è riuscito ad ottenere lo scioglimento per legge del partito comunista. Negli anni Cinquanta e Sessanta, del resto, il Partito Liberale ha governato grazie al sostegno del Partito Laburista Democratico, di centro-sinistra, nato nel 1954 dalla frattura all'interno del Partito Laburista Australiano, ad opera del componente anti-comunista, soprattutto cattolica, preoccupata delle possibili infiltrazioni dei comunisti nel partito e nei sindacati.
Dopo le dimissioni di Menzies, nel 1966, e la morte del suo successore, Harold Holt, nel 1967, i liberali hanno attraversato una fase di declino culminata nella sconfitta elettorale del 1972, ad opera dei laburisti, che nel frattempo avevano abbandonato il socialismo democratico per la visione socialdemocratica, più moderata.
Tornati al governo nel 1975 con Malcolm Fraser, che per otto anni consecutivi conservò la carica di primo ministro, i liberali vengono nuovamente sconfitti dai laburisti di Bob Hawke nel 1983.
Da allora persero cinque elezioni di fila, ma tornarono al potere nel 1996 con John Howard, fautore di una politica di stampo thatcheriano, guidando il governo federale fino al dicembre 2007.
Al livello locale, i liberali sono stati maggioritari per lunghi periodi in tutta l'Australia, con l'eccezione del Queensland, dove il maggiore partito è il Partito Nazionale d'Australia, anch'esso conservatore. Negli anni Ottanta, tuttavia, i liberali hanno subito un declino a livello locale e dal 2002 i laburisti controllarono tutti gli stati australiani.
I liberali sono stati, per anni, il partito della classe media (che Menzies ha chiamato "la gente dimenticata"), ma dagli anni Settanta nel ceto medio australiano è emersa un'ala riformista che ha cominciato a sostenere i laburisti. Al fine di dar voce alle nuove esigenze avanzate dalla classe media, nel 1977 l'ex ministro liberale Don Chipp, insieme a membri delle correnti minoritarie del suo movimento, fondò il Partito dell'Australia, poi confluito nei Democratici Australiani.
Il partito è diviso tra l'ala monarchica e l'ala repubblicana guidata da Peter Costello.
Nelle elezioni federali del 2004 i liberali ottennero 74 seggi alla Camera, contro i 68 delle elezioni precedenti. Il partito oltre a rafforzare la sua maggioranza alla Camera riuscì, con i suoi alleati (Partito Nazionale d'Australia e Country Liberal Party), a conquistare, per la prima volta dopo venti anni, la maggioranza anche al senato (PLA - 17 senatori, PNA - 3 sen., CLP - 1 sen. su 40).
Alle elezioni federali del novembre 2007 John Howard fu sconfitto dallo sfidante laburista Kevin Rudd. I liberali persero il 4% dei consensi, scendendo al 36,6% ed eleggendo 55 deputati, 20 in meno. Nel settembre 2008 fu eletto leader del Liberal Party Malcolm Turnbull, repubblicano e favorevole nel novembre 2009 alla tassa sulle emissioni di anidride carbonica, proposta dai laburisti e che spaccò i conservatori. Il mese seguente perse per un solo voto la leadership, in seguito a un ballottaggio, contro Tony Abbott. Alle politiche del 2010 la coalizione - formata dai liberali, liberali-nazionali e dai nazionalisti - guidata da Abbott, ottenne 72 seggi su 150, tanti quanti i laburisti che persero ben 11 seggi. I liberali rimasero all'opposizione perché il governo guidato da Julia Gillard ottenne il sostegno dell'unico deputato verde e di due deputati indipendenti.
Dopo quasi sei anni di opposizione, Tony Abbott riportò il partito al governo vincendo le elezioni federali del 2013, in cui la coalizione ottenne 90 seggi (fra Camera e Senato) al parlamento. In calo di popolarità dopo una serie di iniziative impopolari, che portarono alla sconfitta in elezioni locali della coalizione di centro-destra, Abbott fu estromesso dalla leadership, e quindi dalla carica di Primo ministro, il 14 settembre 2015 dal suo ministro delle Comunicazioni Malcolm Turnbull attraverso una votazione sulla leadership da parte del gruppo dei parlamentari liberali (54 a 44 a favore di Turnbull). Turnbull è entrato in carica come primo ministro d'Australia il 15 settembre. In seguito, tuttavia, anche quest’ultimo fu estromesso da Scott Morrison che, divenuto leader di partito (e Primo ministro) nel 2018, portò quest’ultimo alla vittoria nelle elezioni federali del 2019. Ripresentatosi alle elezioni federali del 2022, a causa del repentino crollo di popolarità per il suo governo (e, di conseguenza, il suo partito), perde le elezioni, che vanno a favore dei Laburisti guidati da Anthony Albanese. In seguito a ciò, rassegna le sue dimissioni da leader e la carica viene assegnata a Peter Dutton.
Alle elezioni parlamentari del 2025 il Partito Laburista di Albanese vince 94 seggi sui 150 totali alla Camera dei Rappresentanti, segnando la seconda sconfitta di seguito per il Partito Liberale e la Coalizione Liberale-Nazionale. In seguito alla pesante sconfitta, Dutton si dimette e viene succeduto dalla nuova Leader Sussan Ley.